# 肖笼鸡属
肖笼鸡属（学名：Tarphochlamys）是爵床科下的一个属。该属共有两种，一种产自印度阿萨姆，一种产自中国贵州（Tarphochlamys darrisii）。